# Джон Брънър
Джон Брънър (на английски: John Brunner) е английски писател на произведения в жанра научна фантастика и фентъзи. Писал е и под псевдонимите Кийт Уудкот (Keith Woodcott), Хенри Кростърс младши (Henry Crosstrees Jr), както и като Джил Хънт (Gill Hunt) с писателите Денис Хюз и Е. С. Тъб.

## Биография и творчество
Джон Килиън Хюстън Брънър е роден на 24 септември 1934 г. в Престън Кроумарш, близо до Уолингфорд, Окфордшър, Англия. Учи в Пенгурн. Завършва колежа „Челтнъм“. Пише първия си роман, когато е на 17 години.
Служи в Кралските военновъздушни сили в периода 1953 – 1955 г. Първият му роман, „The Brink“, е публикуван през 1959 г.
Брънър е ляв активист, поддръжник на движението за мир и ядрено разоръжаване. Голяма част от най-добрите му произведения са сложен анализ на обществените тенденции и бъдещето – в „Stand on Zanzibar“ (Станцията в Занзибар) темата е пренаселеността, а в „The Sheep Look Up“ е прогнозата за влошаването на околната среда. Книгите му са иновативни с многобройните гледни точки в тях. Той предсказва появата на компютърни вируси в романа си „The Shockwave Rider“ от 1975 г. и въвежда термина „червей“.
На 12 юли 1958 г. се жени за Марджъри Сауър. Тя умира през 1986 г. На 27 септември 1991 г. се жени за Ли Тан.
Джон Брънър умира от инфаркт на 25 август 1995 г. в Глазгоу, Англия.

## Произведения

### Самостоятелни романи
- The Brink (1959)
- Catch a Falling Star (1959) – издаден и като „The Hundredth Millennium“
- Echo in the Skull (1959) – издаден и като „Give Warning to the World“
- The World Swappers (1959)
- The Atlantic Abomination (1960)
- Sanctuary in the Sky (1960)
- The Skynappers (1960)
- Slavers of Space (1960) – издаден и като „Into the Slave Nebula“
Сините роби, в-к. „Пулс“ (1986), прев. Борис Миндов
Търговци на роби в космоса, изд. „Неохрон“ Пловдив (1994), прев.
- I Speak for Earth (1961) – като Кийт Уудкот
- Meeting at Infinity (1961)
- The Ladder in the Sky (1962) – като Кийт Уудкот
- Listen! The Stars! (1962) – издаден и като „The Stardroppers“
- Secret Agent of Terra (1962) – издаден и като „The Avengers of Carrig“
- The Super Barbarians (1962)
- Times without Number (1962)
- The Astronauts Must Not Land (1963) – издаден и като „More Things in Heaven“
- The Dreaming Earth (1963)
- The Psionic Menace (1963) – като Кийт Уудкот
- The Rites of Ohe (1963)
- The Crutch of Memory (1964)
- Endless Shadow (1964) – издаден и като „Manshape“
- To Conquer Chaos (1964)
- The Whole Man (1964) – издаден и като „Telepathist“
- The Day of the Star Cities (1965) – издаден и като „Age of Miracles“
- Enigma from Tantalus (1965)
- The Long Result (1965)
- The Martian Sphinx (1965) – като Кийт Уудкот
- The Repairmen of Cyclops (1965)
- The Squares of the City (1965)
Град върху шахматна дъска, изд. „Аргус“ (1996), прев. Юлиян Стойнов
- Wear the Butchers' Medal (1965)
- A Planet of Your Own (1966)
- Born Under Mars (1967)
- The Productions of Time (1967)
- Quicksand (1967)
- Bedlam Planet (1968)
- Stand on Zanzibar (1968) – награда „Хюго“
- Black Is the Colour (1969)
- Double, Double (1969)
- The Incestuous Lovers (1969) – като Хенри Кростърс младши
- The Jagged Orbit (1969)
- Timescoop (1969)
- The Devil's Work (1970)
- The Gaudy Shadows (1970)
- The Wrong End of Time (1971)
- The Dramaturges of Yan (1972)
- The Sheep Look Up (1972)
- The Stone That Never Came Down (1973)
- Web of Everywhere (1974) – издаден и като „Webs of Everywhere“
- Total Eclipse (1974)
- The Shockwave Rider (1975)
- The Infinitive of Go (1980)
- Players at the Game of People (1980)
- While There's Hope (1982)
- The Great Steamboat Race (1983)
- The Crucible of Time (1983)
- The Tides of Time (1984)
Дванайсетте прераждания, изд. „Атлантис“ (1991), прев. Красимира Димчева
- The Shift Key (1987)
- The Days of March (1988)
- Children of the Thunder (1988)
- A Maze of Stars (1991)
- Muddle Earth (1993)

### Серия „Империя“ (Empire)
1. Castaway's World (1963) – издаден и като „Polymath“
2. The Space-Time Juggler (1963)
3. The Altar on Asconel (1965)

### Серия „Макс Кърфю“ (Max Curfew)
1. A Plague on Both Your Causes (1969) – издаден и като „Blacklash“
2. Good Men Do Nothing (1970)
3. Honky in the Woodpile (1971)

## Сборници
- No Future in It (1962)
- Now Then! (1965)
- No Other Gods But Me (1966)
- Out of My Mind (1967)
- Not Before Time (1968)
- The Traveler in Black (1971) – издаден и като „The Compleat Traveller in Black“
- Entry to Elsewhen (1972)
- Time-Jump (1973)
- From This Day Forward (1973)
- The Book of John Brunner (1976)
- Tomorrow May Be Even Worse (1978) – поезия
- Foreign Constellations (1980)
- A New Settlement of Old Scores (1983)
- The Best of John Brunner (1988)
- The Man Who Was Secrett (2013)

### Екранизации
- 1967 The Terrornauts
- 1965 – 1969 Out of the Unknown – ТВ сериал, 2 епизода

## Книги за писателя
- The Happening Worlds of John Brunner (1976) – от Джо Де Болт